# Zulú 9:30
Zulu 9.30 és un grup català de música mestissa, nascut a Barcelona. Inicialment van estar fortament influenciats pel reggae, per passar cap a música d'arrel més mediterrània barrejada amb pop-rock.

## Formació
- Veu principal i guitarra - Oski
- Baix, contrabaix i veus - Kodi
- Guitarra i veus - Blas
- Saxo - Nando
- Bateria i samplers - Topata

## Discografia
- Para todos los públicos (Calaverita Records 2013)
- Tiempo al Tiempo (Calaverita Records 2011)
- Remixes (Calaverita Records 2010)
- Huellas (Calaverita Records 2008)
- Conecta o Revienta (Calaverita Records 2006)